# كو سيمبسون
كو سيمبسون (بالإنجليزية: Ko Simpson)‏ هو لاعب كرة قدم أمريكية أمريكي، ولد في 9 نوفمبر 1983 في روك هيل في الولايات المتحدة.

## وصلات خارجية
- كو سيمبسون على موقع مرجع كرة القدم المحترفة.كوم (الإنجليزية)